# FKM (matériau)
Pour les articles homonymes, voir FKM.

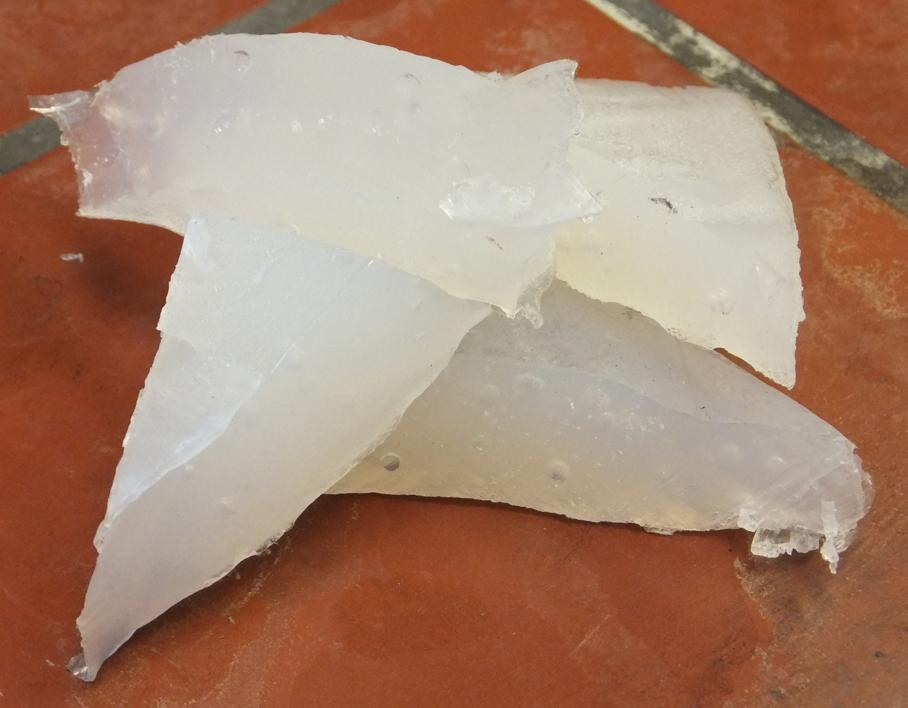
Tecnoflon FKM

Le FKM est une famille de matériaux fluoroélastomères à base de fluorocarbure définis par la norme D1418 de l'ASTM International et la norme ISO 1629. Il est communément appelé caoutchouc fluoré. Tous les FKM contiennent du fluorure de vinylidène comme monomère. Développés à l'origine par DuPont (sous le nom de marque Viton, aujourd'hui propriété de Chemours), les FKM sont aujourd'hui également produits par de nombreuses entreprises, notamment : Daikin (Dai-El), 3M (Dyneon), Solvay S.A. (Tecnoflon), HaloPolymer (Elaftor), Gujarat Fluorochemicals (Fluonox) et plusieurs fabricants chinois. Les élastomères fluorés sont plus chers que le néoprène ou le caoutchouc nitrile ou que les élastomères de caoutchouc nitrile. Ils offrent une résistance supplémentaire à la chaleur et aux produits chimiques. Les FKM peuvent être divisés en différentes classes sur la base de leur composition chimique, de leur teneur en fluor ou de leur mécanisme de réticulation.

## Types
Sur la base de leur composition chimique, les FKM peuvent être divisés en plusieurs types :
- Les FKM de type 1 sont composés de fluorure de vinylidène (VDF) et d'hexafluoropropylène (HFP). Les copolymères sont le type standard de FKMs montrant une bonne performance globale. Leur teneur en fluor est d'environ 66 % en poids.
- Les FKM de type 2 sont composés de VDF, de HFP et de tétrafluoroéthylène (TFE). Les terpolymères ont une teneur en fluor plus élevée que les copolymères (généralement entre 68 et 69 % en poids de fluor), ce qui leur confère une meilleure résistance chimique et thermique. La déformation rémanente à la compression et la flexibilité à basse température peuvent être affectées négativement.
- Les FKM de type 3 sont composés de VDF, de TFE et de perfluorométhylvinyléther (PMVE). L'ajout de PMVE offre une meilleure flexibilité à basse température que les copolymères et les terpolymères. En général, la teneur en fluor des FKM de type 3 est comprise entre 62 et 68 % en poids.
- Les FKM de type 4 sont composés de propylène, de TFE et de VDF. Alors que la résistance à la base est augmentée dans les FKM de type 4, leurs propriétés de gonflement, en particulier dans les hydrocarbures, sont détériorées. Ils ont généralement une teneur en fluor d'environ 67 % en poids.
- Les FKM de type 5 sont composés de VDF, HFP, TFE, PMVE et éthylène. Connus pour leur résistance à la base et leur résistance à haute température au sulfure d'hydrogène[8].

## Mécanismes de réticulation
Il existe trois mécanismes de réticulation établis utilisés dans le processus de durcissement des FKM.
- La réticulation de la diamine en utilisant une diamine bloquée. En présence de milieux basiques (alcalins), le VDF est vulnérable à la déshydrohalogénation, qui permet l'addition de la diamine à la chaîne polymère. Généralement, l'oxyde de magnésium est utilisé pour neutraliser l'acide fluorhydrique résultant et se réarranger en fluorure de magnésium et en eau. Bien qu'elle soit rarement utilisée aujourd'hui, la réticulation à la diamine offre des propriétés de liaison caoutchouc-métal supérieures à celles d'autres mécanismes de réticulation. La capacité de la diamine à être hydratée rend la réticulation diamine vulnérable en milieu aqueux.
- La réticulation ionique (réticulation par groupe hydroxyle) a été l'étape suivante dans la réticulation des FKM. C'est aujourd'hui la chimie de réticulation la plus utilisée pour les FKM. Elle offre une résistance à la chaleur supérieure, une meilleure stabilité hydrolytique et une meilleure déformation rémanente à la compression que la réticulation à la diamine. Contrairement au durcissement à la diamine, le mécanisme ionique n'est pas un mécanisme d'addition mais une substitution nucléophile aromatique. Les composés aromatiques dihydroxy sont utilisés comme agent de réticulation, et les sels de phosphonium quaternaires sont généralement utilisés pour accélérer le processus de réticulation.
- La réticulation au peroxyde a été développée à l'origine pour les FKM de type 3 contenant des PMVE, car les systèmes de réticulation à base de diamine et de bisphénol peuvent entraîner un clivage dans une chaîne principale polymère contenant des PMVE. Alors que la réticulation par les diamines et les bisphénols est une liaison ionique, la réticulation par le peroxyde est un mécanisme radicalaire. Bien que les réticulations peroxydes ne soient pas aussi stables thermiquement que les réticulations bisphénoliques, elles constituent normalement le système de choix dans les milieux aqueux et les milieux électrolytes non aqueux.

## Propriétés
Les élastomères fluorés offrent une excellente résistance aux températures élevées (jusqu'à 260 °C / 500 °F) et aux fluides agressifs par rapport aux autres élastomères, tout en combinant la stabilité la plus efficace à de nombreuses sortes de produits chimiques et de fluides tels que l'huile, le diesel, le mélange d'éthanol ou les fluides corporels.
Les performances des fluoroélastomères dans les produits chimiques agressifs dépendent de la nature du polymère de base et des ingrédients de mélange utilisés pour le moulage des produits finaux (par exemple, les joints toriques). Certaines formulations sont généralement compatibles avec les hydrocarbures, mais incompatibles avec les cétones comme l'acétone et la méthyléthylcétone, les solvants esters comme l'acétate d'éthyle, les amines et les acides organiques comme l'acide acétique.
Ils se distinguent facilement de nombreux autres élastomères par leur densité élevée de plus de 1800 kg/m3, nettement supérieure à celle de la plupart des types de caoutchouc ,.

## Applications
En raison de leurs performances exceptionnelles, ils sont utilisés dans un certain nombre de secteurs, notamment les suivants :
- Processus chimique et raffinage du pétrole, où ils sont utilisés pour les joints, les pompes, les garnitures, etc. en raison de leur résistance aux produits chimiques ;
- Instruments d'analyse et de processus : séparateurs, diaphragmes, raccords cylindriques, cerceaux, joints, etc.
- Fabrication de semi-conducteurs ;
- Alimentation et pharmacie, en raison de leur faible dégradation, également en contact avec les fluides ;
- Aviation et aérospatiale : les températures de fonctionnement élevées et les hautes altitudes nécessitent une résistance supérieure à la chaleur et aux basses températures[3].

Ils conviennent à la production d'articles à porter, en raison de leur faible usure et de leur décoloration, même lors d'une vie prolongée au contact des huiles de la peau et d'une exposition fréquente à la lumière, tout en garantissant un confort élevé et une résistance aux taches.
L'industrie automobile représente leur principal secteur d'application, où la recherche constante d'une plus grande efficacité pousse les fabricants vers des matériaux très performants. Par exemple, les joints toriques en FKM ont été utilisés pour remplacer les joints d'origine en néoprène des tubes de poussoirs de Corvair, qui se détérioraient sous l'effet de la chaleur élevée produite par le moteur et laissaient échapper de l'huile. Les tubes ou tuyaux revêtus de FKM sont couramment recommandés dans les applications automobiles et autres applications de carburant de transport lorsque de fortes concentrations de biodiesel sont requises. Des études indiquent que les types B et F (FKM- GBL-S et FKM-GF-S) sont plus résistants au biodiesel acide. (Ceci est dû au fait que le carburant biodiesel est instable et oxydant.)[citation nécessaire]
Les joints toriques en FKM sont utilisés en toute sécurité depuis un certain temps en plongée sous-marine par des plongeurs utilisant des mélanges de gaz appelés nitrox. Les FKM sont utilisés car ils ont une probabilité plus faible de prendre feu, même avec les pourcentages accrus d'oxygène présents dans le nitrox. Ils sont également moins susceptibles de se dégrader dans des conditions d'oxygène accru.
Bien que ces matériaux aient un large éventail d'applications, leur coût est prohibitif par rapport à d'autres types d'élastomères, ce qui signifie que leur adoption doit être justifiée par la nécessité d'une performance exceptionnelle (comme dans le secteur aérospatial) et est déconseillée pour les produits à bas prix.
Les gants en FKM/butyle sont très imperméables à de nombreux solvants organiques puissants qui détruiraient ou imprégneraient les gants couramment utilisés (comme ceux fabriqués en nitrile).

## Précautions
À haute température ou en cas d'incendie, les élastomères fluorés se décomposent et peuvent libérer du fluorure d'hydrogène. Tout résidu doit être manipulé en utilisant des équipements de protection.